# Fuerza del Escudo de la Península

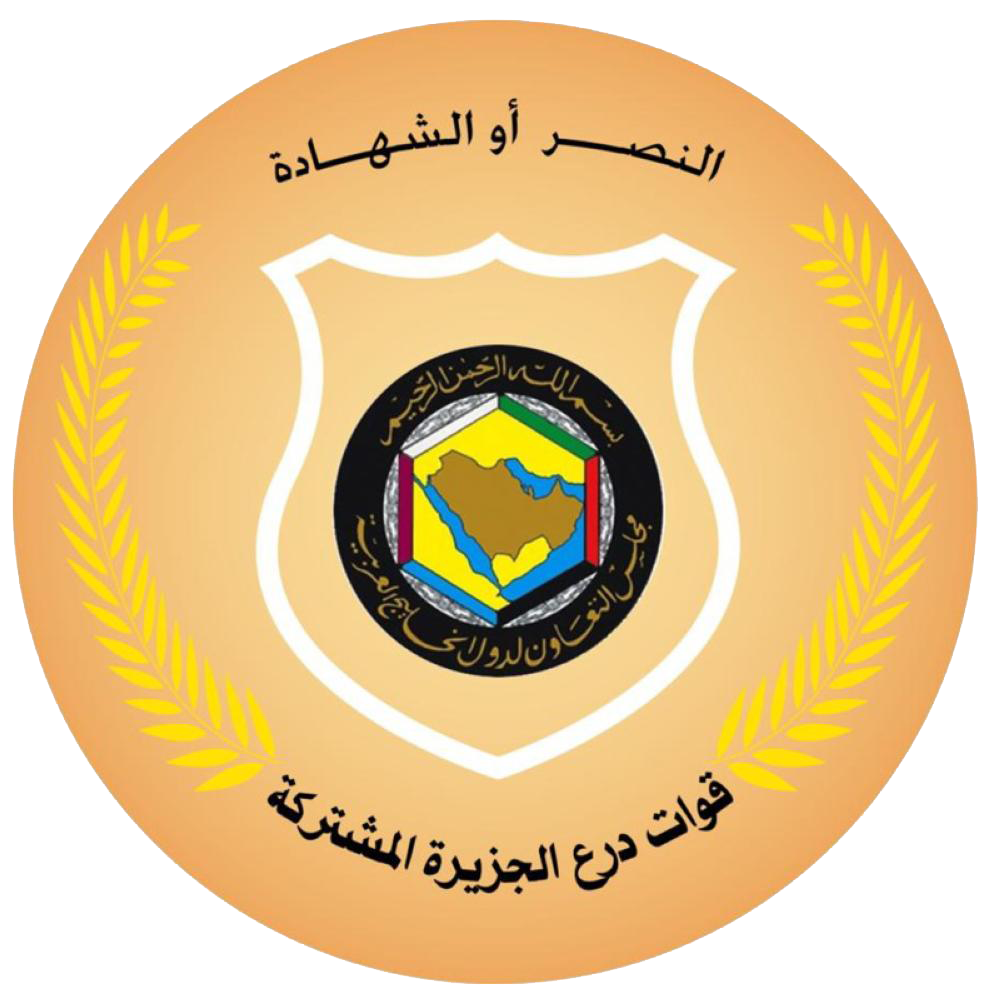
Logo de la La Fuerza del Escudo de la Península

La Fuerza del Escudo de la Península o El Escudo de la Península (en árabe:  قوة درع الجزيرة ; en inglés: Península Shield Force) es el brazo militar del Consejo de Cooperación para los Estados Árabes del Golfo (CCEAG) organización regional de los países árabes del Golfo Pérsico y su objetivo es disuadir y responder a la agresión militar contra cualquiera de los países miembros del Consejo que son: Baréin, Kuwait, Omán, Catar, Arabia Saudita y los Emiratos Árabes Unidos.

## Creación
En 1984, el antiguamente denominado Consejo de Cooperación del Golfo (مجلس التعاون الخليجي) decidió crear una fuerza militar de 10.000 soldados divididos en dos brigadas, llamada Fuerza de Protección de la Península, con sede en Arabia Saudita cercana a la frontera de Kuwait e Irak. Compuesta por infantería, artillería, carros de combate, otros equipos blindados y elementos de apoyo de combate de cada uno de los países del Consejo.
En 1992 la alianza militar tenía su sede en la base y ciudad militar de Rey Khalid en Hafar al Batin (ubicada en Arabia Saudita) y estaba dirigida por un nacional de aquel país, compuesta por una brigada de infantería de 5.000 hombres de todos los estados miembros del Consejo de Cooperación para los Estados Árabes del Golfo.

## Nuevo Milenio
A partir de finales del 2006, la fuerza del escudo tenía 7.000 efectivos, ha funcionado como una fuerza de intervensión conjunta para defender la frontera conjunta de Arabia Saudita, Kuwait e Irak.  
En noviembre de 2006, el CCEAG y su Consejo Común de Defensa consideraron una propuesta de Arabia Saudita para ampliar las capacidades del Escudo y establecer un comando conjunto y un sistema de control.
En diciembre de 2007, el jefe del Consejo de Seguridad Nacional de Kuwait Jeque Ahmed Fahad Al Ahmed Al Sabah, anunció que el CCEAG tenía planes para crear un reemplazo para la Fuerza y afirmó que "las opciones de CCEAG siempre estar unidos como lo fueron cuando los líderes declararon el establecimiento de un mercado común en la Cumbre de Doha."

## Intervenciones

### 1990-1991
La fuerza del Escudo de la Península no fue la fuerza militar disuaria y no salió en la defensa Kuwait cuando fue invadida por Iraq en agosto del 1990, (Invasión de Kuwait). La Fuerza militar aportó 3,000 hombres que formaron parte en la campaña de Liberación de Kuwait y en la Guerra del Golfo

### 2003
10, 000 hombres y dos barcos de la Fuerza del Escudo de la Península (FEP) fueron desplagados en Kuwait, debido a el inicio de la Guerra de Iraq, para proteger el país por posibles represalias del Régimen de Saddam Hussein contra el emirato.

### Intervención Polémica en Baréin
El 14 de marzo las autoridades reconocen que han ingresado a Baréin efectivos militares de países vecinos para reforzar los dispositivos de seguridad contra los manifestantes. Al menos 1000 hombres procedentes de Arabia Saudí y 500 policías de Emiratos Árabes Unidos entraron al país.
La presencia de un millar de soldados extranjeros, la mayoría saudíes, del Consejo General del Golfo es percibida por la oposición bareiní como una ocupación y un acto de guerra contra la población civil.
Esta presencia ha sido muy criticada por Irán donde la entrada de las fuerzas de los países del Consejo de Cooperación del Golfo (CCG) en Baréin es "inaceptable" y "complicará la situación" en este país donde se producen disturbios desde mediados de febrero, aseguró el portavoz del ministerio iraní de Relaciones Exteriores

Irán Archivado el 16 de marzo de 2011 en Wayback Machine.
English.aljazeera.net
http://www.elnuevoherald.com/2011/03/19/905991/kuwait-envia-medicos-y-catar-soldados.html

## Reacciones
Amnistía Internacional (AI) denunció el sistemático y excesivo uso de la fuerza por parte de los organismos de seguridad de Baréin al reprimir a los manifestantes que exigen una monarquía constitucional, acciones que han dejado alrededor de ocho muertos con el apoyo de fuerzas venidas del extranjero. 
Traducción en Inglés de La fuerza del escudo de la Península

## Fuertes Lazos Militares con Estados Unidos
Chuck Hagel, Secretario de Defensa de los Estados Unidos llamo al FEP un gran organismo multilateral de defensa de la región y vendió armamento a la organización.
Las naciones pertenecientes al pacto militar anunciaron la creación y fundación de un comando militar conjunto.

## Véase  también
- Arabia Saudita
- Baréin
- Rebelión en Baréin de 2011-2012
- Revoluciones y protestas en el mundo islámico de 2010-2011
- Consejo de Cooperación del Golfo
- Irán